# Bernd Nothofer
Bernd Nothofer (* 18. Dezember 1941 in Krefeld; † 5. Januar 2025 in Bad Homburg) war ein deutscher Linguist und Malaiologe. Er war Professor für Südostasienwissenschaften der Goethe-Universität Frankfurt am Main. Seine Forschungsschwerpunkte waren indonesische Etymologien, indonesische Regionalsprachen und ihre Rolle im modernen Indonesien sowie die Rekonstruktion der austronesischen Ursprache.

## Leben und Wirken
Nach dem Abitur studierte Nothofer zunächst ab 1962 in Bonn. 1966 verließ er die Université de Franche-Comté Besançon mit der Licence ès Lettres libre und wurde Lektor für deutsche und französische Philologie am Millersville State College im US-Bundesstaat Pennsylvania. Ab 1967 studierte er bei Isidore Dyen an der Yale University Linguistik, schloss 1971 als M.Phil. ab und promovierte 1973 nach fast zweijährigen Feldforschungen zu malaiischen, sundanesischen und javanesischen Dialekten in West- und Zentraljava zum PhD in Linguistics. Nach seiner Rückkehr nach Deutschland war Nothofer von 1973 bis 1981 wissenschaftlicher Mitarbeiter am Malaiologischen Apparat der Universität zu Köln, wo er sich 1977 habilitierte. Von 1978 bis 1982 war er Lektor für Indonesisch am Seminar für Orientalische Sprachen der Rheinischen Friedrich-Wilhelms-Universität Bonn.
Nothofer folgte 1981 einem Ruf an die Goethe-Universität Frankfurt am Main, wo er bis zu seiner Pensionierung 2008 Professor des Instituts für Südostasienwissenschaften war. Seit 2010 war er hier als Seniorprofessor tätig. Von 1985 bis 2000 führten ihn Gastprofessuren an die Universitas Indonesia, Universitas Andalas, University of Brunei Darussalam, Universitas Gadjah Mada, Australian National University, University of Hawaii, Universiti Kebangsaan Malaysia und die University of Melbourne. Daneben war er fünfzehn Jahre lang in einer Auswahlkommission des DAAD tätig.
2006 wurde ihm in Frankfurt die Festschrift Insular Southeast Asia: linguistic and cultural studies in honour of Bernd Nothofer überreicht. 2012 folgte in Yogyakarta die Verleihung einer weiteren Festschrift: Seminar Sehari bersama Prof. Dr. Bernd Nothofer dan Purnabakti Dr. Inyo Yos Fernandez.
Nothofer war verheiratet und Vater von drei Kindern.
Im Januar 2025 starb er im Alter von 83 Jahren.

## Veröffentlichungen (Auswahl)
- The reconstruction of Proto-Malayo-Javanic. In: Verhandelingen van het Koninklijk Instituut voor Taal-, Land- en Volkenkunde 73 (1975). Nijhoff, The Hague.
- Dialektgeographische Untersuchungen in West-Java und im westlichen Zentraljava. 2 Bände. Harrassowitz, Wiesbaden 1980.
- Dialektatlas von Zentral-Java. Harrassowitz, Wiesbaden 1981.
- mit K.-H. Pampus, Gloria und Soepomo Poedjosoedarmo: Bahasa Indonesia. Indonesisch für Deutsche. Teil 1. Groos, Heidelberg 1985.
- mit K.-H. Pampus, Gloria und Soepomo Poedjosoedarmo: Bahasa Indonesia. Indonesisch für Deutsche. Teil 2. Groos, Heidelberg 1987.
- (Mitherausgeber). Die deutsche Malaiologie. Festschrift zu Ehren von Frau Professor Dr. Irene Hilgers-Hesse. Groos, Heidelberg 1988.
- mit K.-H. Pampus: Bahasa Indonesia. Indonesisch für Deutsche. Teil 1. Zweite, vollständig überarbeitete Auflage. Groos, Heidelberg 1988.
- (Hrsg.): Reconstruction, Classification, Description. Festschrift in Honor of Isidore Dyen. Abera, Hamburg 1997.
- Dialek Melayu Bangka. Penerbit Universiti Kebangsaan Malaysia, Bangi 1997.
- Pengantar etimologi. Badan Pengembangan dan Pembinaan Bahasa Indonesia, Jakarta 2013.

und diverse Artikel.